# 이치기오로시촌
이치기오로시촌(市木尾呂志村)은 일본 미에현 미나미무로군에 설치되었던 촌이다. 현재의 미하마정의 중부에 해당한다.